# Крыло изменяемой стреловидности

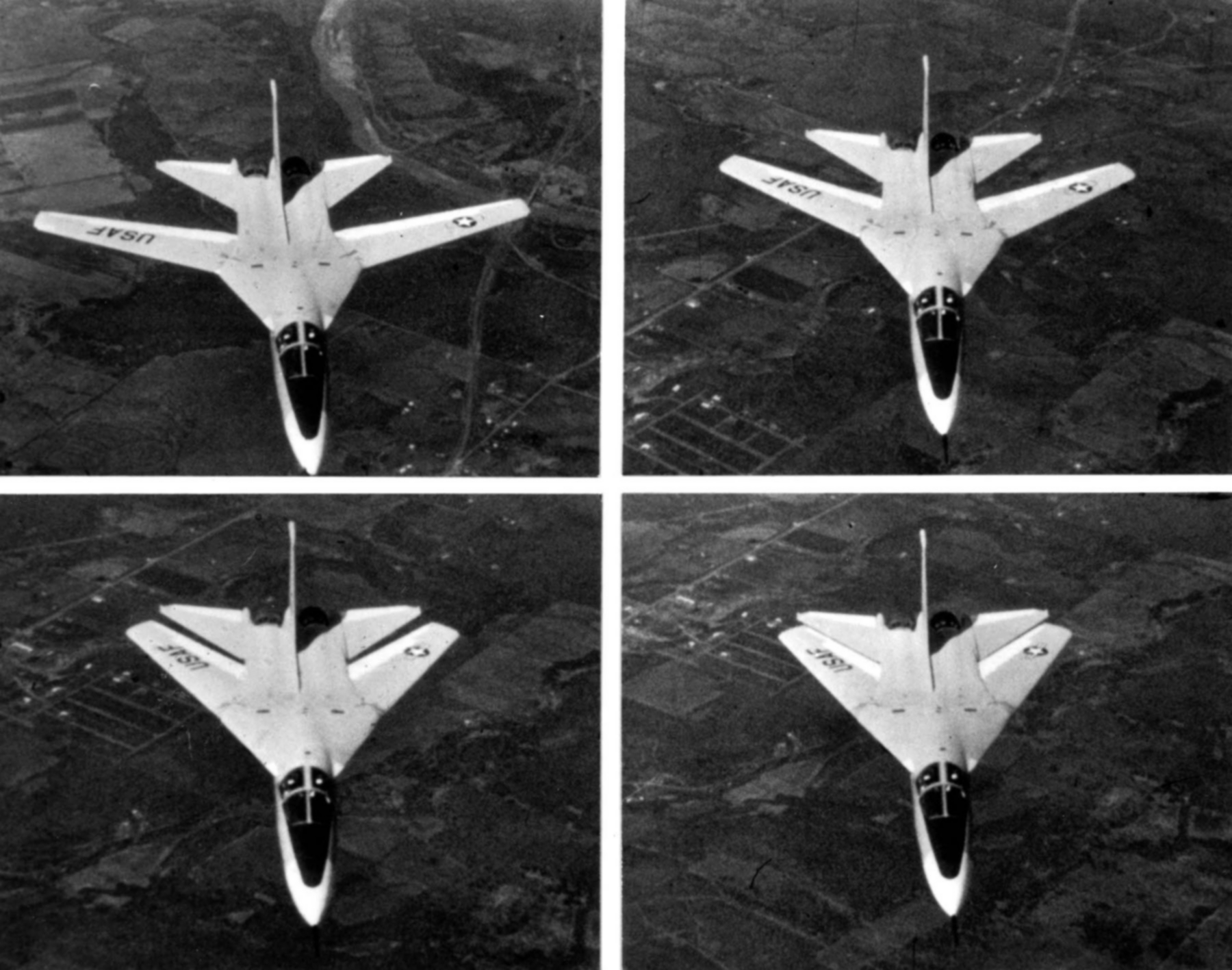
Возможные положения крыла изменяемой стреловидности F-111.

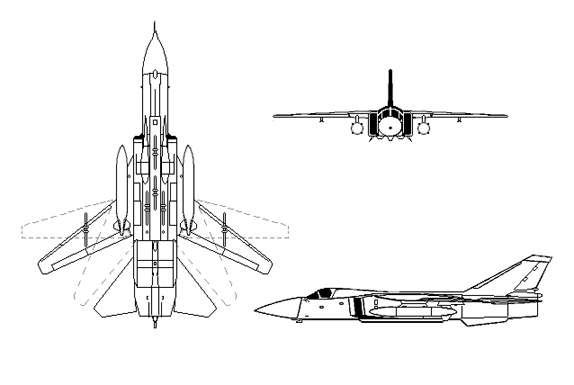
Возможные положения крыла изменяемой стреловидности Су-24.

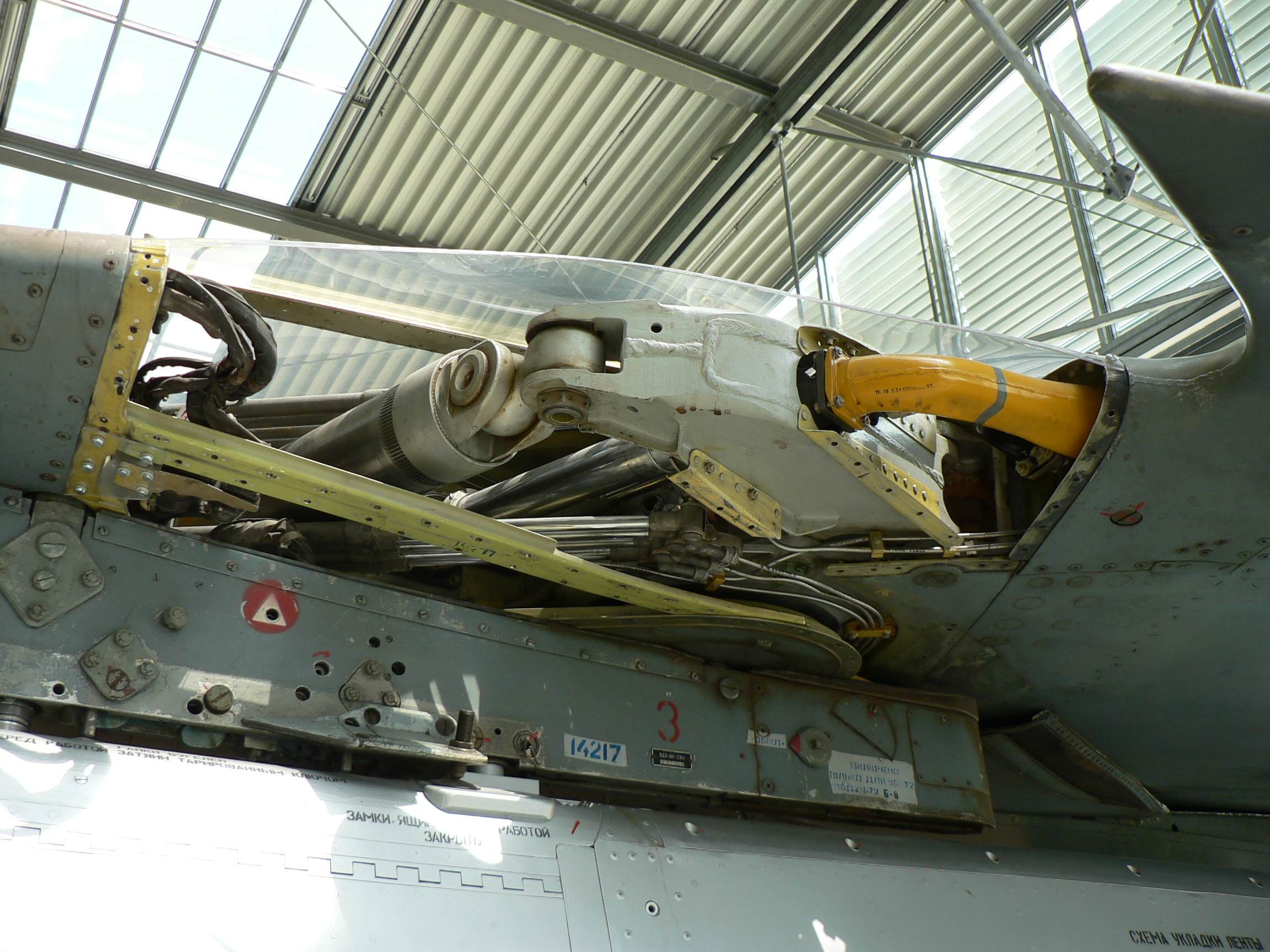
Механизм управления правой поворотной консолью МиГ-23.

Крыло изменяемой стреловидности (КИС) — тип конструкции летательного аппарата тяжелее воздуха с неподвижным крылом, позволяющей изменять в полёте один из видов геометрии крыла — стреловидность. 
Данная технология направлена на оптимизацию аэродинамических характеристик самолёта в различных режимах полёта: на малых скоростях (взлёт, посадка) используется минимальная стреловидность для увеличения подъёмной силы, а на высоких (сверхзвуковой крейсерский полёт) — максимальная для снижения волнового сопротивления. Несмотря на техническую сложность, КИС стало важным этапом в развитии авиации, особенно в период 1960–1990-х годов.

## История

### Ранние эксперименты
Первые попытки создания крыла с изменяемой геометрией относятся к 1930-м годам. Немецкий авиаконструктор Адольф Буземан в 1935 году теоретически обосновал преимущества стреловидного крыла для сверхзвуковых скоростей. Профессор фирмы Messerschmitt AG Александр Липпиш получил патент на такое крыло ещё в 1942 году, однако на опытном немецком истребителе Messerschmitt Р.1101 (1944, который никогда не летал, в феврале 1945 на истребительном конкурсе, проводимом верховным командованием Люфтваффе, он проиграл конкуренту, Focke-Wulf Ta 183 Huckebein) механизм изменения стреловидности непосредственно в полёте предусмотрен не был (угол крыльев предполагалось изменять на земле, и лишь после испытаний уже внедрять механизацию). После войны его конструкция была изучена в США, что привело к созданию экспериментального Bell X-5 (1951) — первого самолёта, изменявшего стреловидность в полёте.

### Холодная война и расцвет технологии
В 1960-х годах СССР и США активно внедряли КИС в военную авиацию. Это было связано с требованиями к многорежимным самолётам, способным выполнять задачи на дозвуковых и сверхзвуковых скоростях. Первым серийным самолётом с КИС стал американский General Dynamics F-111 (1967), за ним последовали МиГ-23 (1969) в СССР и Grumman F-14 Tomcat (1974) в США. В 1970-х технология достигла пика: появились стратегические бомбардировщики Rockwell B-1 Lancer (1974) и Ту-160 (1981), а также тактический ударный самолёт Су-24 (1974).

## Принцип работы
Основным достоинством прямого (или с малой стреловидностью) крыла является его высокий коэффициент подъёмной силы. Недостатком, предопределяющим непригодность такого крыла при околозвуковых и сверхзвуковых скоростях полёта, является резкое увеличение коэффициента лобового сопротивления при превышении критического значения числа Маха. Поэтому прямое крыло не может применяться на самолётах с высокими скоростями полёта. 

В то же время, стреловидное крыло обладает рядом недостатков, в числе которых пониженная несущая способность и ухудшение устойчивости и управляемости летательного аппарата.
Для решения этой проблемы и было разработано крыло изменяемой стреловидности. Оно применялось, в частности, для достижения приемлемых значений длины разбега при взлёте из-за низкой тяговооружённости (отношения тяги двигателя к массе самолёта).

### Достоинства и недостатки
Самолёты с крылом изменяемой стреловидности и достаточно высокой максимальной скоростью имеют хорошие взлётно-посадочные характеристики. Например, бомбардировщик Су-24 имеет максимальную скорость 1700 км/ч при стреловидности крыла по передней кромке 69° и посадочную 280—290 км/ч при стреловидности 16° (тем не менее, при каждой посадке используются тормозные парашюты).
Недостатками крыла с изменяемой стреловидностью являются его значительно большая масса и сложность конструкции.

## Конструкция

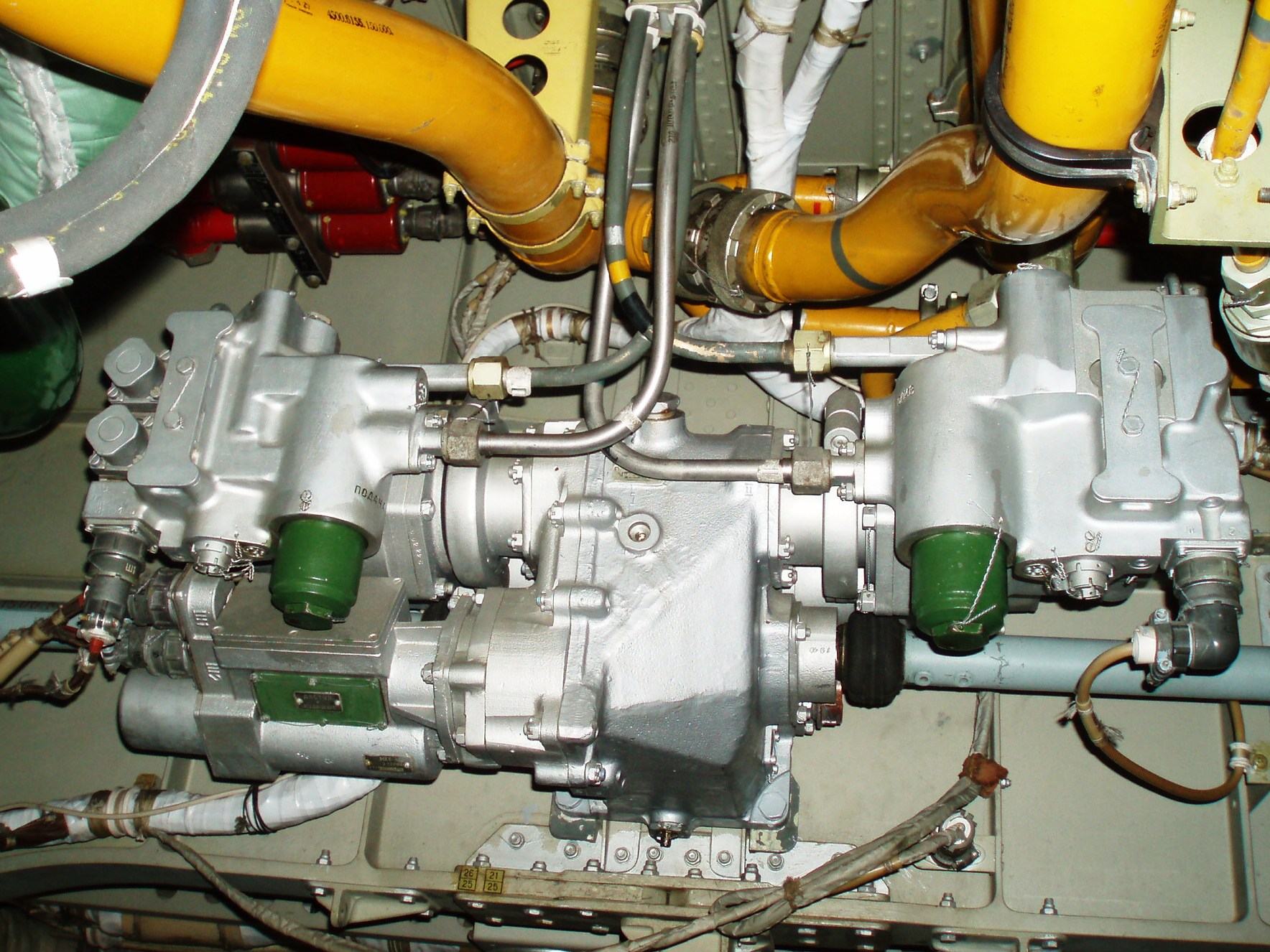
Гидравлический рулевой привод РП-60-4 в отсеке самолёта

Крыло с изменяемой стреловидностью состоит из поворотных консолей (или поворотных частей крыла — ПЧК), средней части крыла (СЧК), центроплана и механизма поворота. Поворотные консоли при помощи механизма поворота во время взлёта и посадки устанавливаются в положение минимального угла стреловидности, при крейсерском дозвуковом полёте они перемещаются в некоторое промежуточное положение, а при полётах на сверхзвуковой скорости — устанавливаются в положение максимального угла стреловидности.
В качестве механизмов поворота обычно используются винтовые подъёмники. На самолётах производства СССР (Су-24, Ту-22М, Ту-160) для синхронности хода консолей, что требуется для предупреждения опрокидывания самолёта из-за разности подъёмных сил консолей, подъёмники приводятся общим приводом через единую трансмиссию. Например, на Ту-22М и Су-24 установлен двухканальный гидравлический рулевой привод РП-60-4, управляемый блоком усиления и коммутации 6Ц254, вместе с рукояткой управления (механизмом концевых выключателей МКВ) они составляют систему перемещения крыла СПК-2, которая по агрегатам (привод РП-60 и блок 6Ц254 других серий, механизм МКВ-43М) практически аналогична системе перемещения закрылков СПЗ-1А самолёта Ту-154.

## Список самолётов с изменяемой стреловидностью крыла
- СССР Су-17/-20/-22 (2867 экз.)
- СССР МиГ-23 (3630+769 экз.)
- СССР Су-24 с 1975 г., СУ-24М с 1983 г. (1400 экз.), Су-24МР с 1984 г. (130 экз.)
- СССР МиГ-27 (650+760 экз.)
- СССР Ту-22М (497 экз.)
- СССР Ту-160 (35 экз.)
- США General Dynamics F-111 с 1967 г. (563 экз.)
- США Grumman F-14 Tomcat (712 экз.)
- США Rockwell B-1 Lancer (104 экз.)
- Франция Dassault Mirage G (3 экспериментальных, 60-е — 70-е)
- Евросоюз Panavia Tornado (~1000 экз.)
- Messerschmitt P.1101
- Bell X-5 (1947, экспериментальный, копия Messerschmitt P.1101)
- NASA AD-1 (экспериментальный)
- Northrop Grumman Switchblade[англ.] (концепт)
- Northrop Switchblade[англ.] (концепт)
- Grumman XF10F Jaguar[англ.] (прототип)
- Short SB5[англ.] (прототип)